# Congoharpax judithae
Congoharpax judithae är en bönsyrseart som beskrevs av Roger Roy 1972. Congoharpax judithae ingår i släktet Congoharpax och familjen Hymenopodidae. Inga underarter finns listade i Catalogue of Life.